# 矢澤富太郎
矢澤 富太郎（やざわ とみたろう、1931年7月 - 2010年12月）は、大蔵官僚。大蔵省関税局長、太田昭和監査法人会長等を務めた。2003年瑞宝中綬章受章。

## 人物
東京府出身。一橋大学経済学部在学中の1952年に公認会計士二次試験に合格。一橋大学では赤松要ゼミナールに所属し、経済政策を学ぶ。その後岩田巌の誘いで大学院に残った後、1954年に大蔵省入省。
大蔵省では主税局担当審議官や東京国税局長、関税局長を務めるなどして税務行政等にたずさわった後、1985年7月に退官し、岩田巌の指導教官であった太田哲三の開設した監査法人太田哲三事務所の会長に就任、同年10月、同事務所が昭和監査法人と合併してできた太田昭和監査法人会長に就任。またそのほかに2007年に定年退職となるまで麗澤大学国際経済学部教授を務めた。
2007年の麗澤大学最終講義では、学生時代に師事した経済学者赤松要の雁行型経済発展論及び会計学者岩田巌の二元的利潤計算原理が、現在でも生きていることを紹介し、「自分の人生よりも長く残るものを残しなさい」とのメッセージを、学生に送った。

## 略歴
- 1931年7月：東京府出身
- 1953年3月：一橋大学経済学部卒業
- 1953年10月：国家公務員試験合格[5]
- 1954年3月：一橋大学大学院商学研究科中退[5]
- 1954年4月：大蔵省入省（主税局調査課）[5]。同期入省者は窪田弘（元日債銀会長、元国税庁長官、元理財局長）、吉田正輝（元兵庫銀行社長、元日本銀行理事、元銀行局長、元大臣官房総務審議官）、岡崎洋（元神奈川県知事、元環境事務次官）ら。
- 1956年6月：主税局調査課主任
- 1956年7月：経済企画庁調整部
- 1957年8月：経済企画庁調整局財政金融課
- 1958年5月：国税庁税務講習所研修
- 1958年7月：大臣官房財務参事官付協定係長[6]
- 1958年12月：人事院行政研修受講（〜1960年3月）
- 1960年8月：日本貿易振興会サン・パウロ駐在員
- 1963年11月：大臣官房付
- 1963年12月：為替局資金課長補佐
- 1964年4月：為替局国際収支課長補佐
- 1964年6月：国際金融局国際収支課長補佐
- 1965年7月：国際金融局投資第二課長補佐
- 1966年4月：国際金融局投資第三課長補佐
- 1966年8月：国際金融局投資第二課長補佐
- 1966年12月：大臣官房文書課長補佐
- 1968年12月：内閣官房長官秘書官（事務担当）
- 1971年7月：東京国税局間税部長
- 1973年1月：大臣官房文書課広報室長
大蔵省主計局主計官、大蔵省主税局税制第一課長、大蔵省主税局総務課長等を務めた。
- 1980年6月：大蔵省大臣官房審議官（主税局担当）
- 1982年6月：東京国税局長
- 1984年6月：大蔵省関税局長 兼 税関研修所長
- 1985年7月：大蔵省退官、太田昭和監査法人（のちEY新日本有限責任監査法人）会長。後に同特別顧問。
- 1993年：麗澤大学国際経済学部教授
- 2006年：財団法人租税資料館理事長（第3代）
- 2007年：麗澤大学定年退職、麗澤大学名誉教授
このほか文部省生涯学習審議会委員、財団法人東京商科大学奨学財団理事長、財団法人地球・人間環境フォーラム監事、社団法人日本小唄連盟監事、特殊法人日本私立学校振興・共済事業団理事、公益信託地球環境日本基金信託管理人、財団法人修養団常務理事、財団法人日本税務研究センター日税研究賞選考委員等も務める。

## 著書
- 『地下経済と税務行政』（中央経済社、1987年12月）

## 論文等
- 「特別鼎談会 平成12年度税制改正をめぐって（平成12年度 改正税法詳解特集号）」（税経通信55(8)（通号775）、2000年6月）
- 「対談 平成10年度国税関係の改正の概要について（平成10年度改正税法詳解特集号）」（税経通信.53(8)、1998年7月）
- 「昭和53年度の税制改正について」（租税研究（通号343）、1978年5月）
- 「文教予算（昭和51年度予算の焦点)」（ファイナンス.11(12)、1976年3月）
- 「昭和33年度の分配国民所得と国民経済計算について」（財政経済弘報.（通号683）、1958年1月）
- 「英国税法における減価償却と公平原則」（産業經理.16(2)、1956年2月）
- 「イギリスの地方財政調整制度」（予算. 6(13)、1956年1月）
- 「米国新歳入法における株式配当の取扱」（産業經理. 15(7)、1955年7月）
- 「発生主義対権利確定主義--米国における企業会計と税務会計の交渉の歴史」（産業經理. 15(9)、1955年7月）
- 「株式配当の所得性と米国税法の論理」（産業經理. 15(2)、1955年1月）